# متفاوت فکر کنید

نشان «متفاوت فکر کنید»

متفاوت فکر کنید (یا متفاوت بیندیشید) (به انگلیسی: Think Different) شعار تبلیغاتی است که در سال ۱۹۹۷ توسط دفتر لوس‌آنجلس بنگاه تبلیغاتی چیات‌دی (به انگلیسی: TBWA\Chiat\Day) برای شرکت اپل خلق‌ شد.

## ایده‌های ساخت
در این تبلیغ چهرهٔ ۱۷ تن از شخصیت‌های بزرگ قرن بیستم نظیر آلبرت اینشتین، باب دیلن، مارتین لوتر، ریچارد برانسون، جان لنون، باکمینستر فولر، توماس ادیسون، محمدعلی کلی، تد ترنر، ماریا کالاس، ماهاتما گاندی، آملیا ارهارت، آلفرد هیچکاک، مارتا گراهام، جیم هنسن، فرانک لوید رایت و پابلو پیکاسو دیده‌ می‌شوند. اکثر این چهره‌ها قهرمانان شخصی استیو جابز بودند.
جابز می‌گفت: «بحث دربارهٔ سرعت پردازشگر یا حافظه کامپیوتر نبود، بلکه دربارهٔ خلاقیت بود. نه‌تنها به مشتریان بالقوه بلکه به کارمندان خود اپل نیز معطوف می‌شد. در اپل فراموش کرده‌بودیم که کی هستیم. یکی از راه‌هایی که به‌ یاد آورید کی هستید، این است که به‌ یاد آورید قهرمانان‌تان چه کسانی هستند. این، طرز تشکیل آن مبارزه بود.»
نسخه‌ای از این تبلیغ با صدای جابز و دیگری با صدای ریچارد دری‌فیوز ضبط شد. لی کلاو می‌گفت: «این‌که در تبلیغ صدای تو (جابز) باشد، باعث جذابیت و قدرت آن می‌شود و راهی برای احیاء برند اپل است.» اما نظر جابز متفاوت بود: «اگر از صدای من استفاده کنیم، وقتی مردم بفهمند می‌گویند دربارهٔ من است؛ در صورتی‌ که دربارهٔ من نیست، دربارهٔ اپل است.»

## متن تبلیغ
متن کامل
| « | به افتخار دیوانه‌ها. به افتخار آدم‌های عجیب و متفاوت، سرکش‌ها و دردسرسازان. قطعه‌های ناجور پازل. کسانی که دنیا را جور دیگری می‌بینند و به قواعد علاقه‌ای ندارند. به وضع موجود نیز قانع نیستند. می‌توانید صحبت‌هایشان را نقل قول کنید یا با آن‌ها مخالف باشید. می‌توانید آن‌ها را تحسین یا سرزنش کنید. اما تنها کاری که نمی‌توانید در مورد آن‌ها مرتکب شوید، نادیده گرفتن‌شان است. چون آن‌ها دنیا را تغییر می‌دهند و نسل بشر را رو به جلو پیش می‌برند. ممکن است بعضی آن‌ها را دیوانه ببینند، ولی به چشم ما نابغه‌اند. چون دنیا را همان‌هایی تغییر می‌دهند که آنقدر دیوانه‌اند که فکر کنند از پس این کار بر می‌آیند. | » |

متن کوتاه
| « | به افتخار دیوانه‌ها، سرکش‌ها و دردسرسازان. کسانی که دنیا را جور دیگری می‌بینند. ممکن است بعضی آن‌ها را دیوانه ببینند، ولی به چشم ما نابغه‌اند. چون دنیا را همان‌هایی تغییر می‌دهند که آنقدر دیوانه‌اند که فکر کنند از پس این کار بر می‌آیند. | » |

برخی از بیت‌های این متن از جمله: «نسل بشر را رو به جلو پیش می‌برند» شخصاً توسط خود استیو جابز نوشته شده‌است. پس از آن تبلیغ، جابز در مک‌ورلد - آی‌ورلد آن سال در سخنرانی‌اش گفت: 
| « | اپل برای مردمی است که فقط نوک انگشتان را نمی‌بینند، بلکه برای کسانی است که می‌خواهند از کامپیوتر استفاده کنند تا به کمک آن دنیا را تغییر دهند. | » |

## بازتاب
مدیران اندکی (شاید هیچ مدیری) می‌توانستند با چنین جسارت زیرکانه‌ای، همراهی برندشان با امثال گاندی، اینشتین، پیکاسو و دالایی لاما را نشان بدهند. جابز قادر بود مردم را ترغیب کند تا خودشان را با استفاده از کامپیوتری که از آن استفاده می‌کنند، آدم‌هایی سرکش، خلاق و مبتکر معرفی کنند. لاری الیسون می‌گفت: «استیو تنها برند سبک زندگی را در صنعت تکنولوژی خلق کرد. ماشین‌هایی وجود دارند که مردم به داشتن‌شان می‌بالند. مثل پورشه، فراری، پریوس. چون اتومبیلی که سوار می‌شویم، چیزهایی دربارهٔ ما می‌گوید. مردم دربارهٔ محصولات اپل نیز چنین احساسی دارند.»
جابز بعدها می‌گفت: «لی کلاو و تیمش با این فکر درخشان که «متفاوت فکر کنید» جلو آمدند و کار آن‌ها ده برابر بهتر از آژانس‌های تبلیغاتی دیگر بود. آن تبلیغ مرا شوکه کرد و هنوز هم وقتی به آن فکر می‌کنم گریه‌ام می‌گیرد. هم این واقعیت که لی خیلی دلسوزانه کار می‌کرد و هم این‌ که ایده «متفاوت فکر کنید» چقدر درخشان است، هردو مرا تحت تأثیر قرار می‌دهند.»

## پوسترهای تبلیغاتی
پوسترهای تبلیغاتی از کمپین به تعداد کم در اندازه‌های ۲۴ * ۳۶ اینچ تولید شد. پوسترها به پرتره‌ای از یک شخصیت تاریخی با لوگویی کوچک از اپل و کلمهٔ «متفاوت فکر کنید» در یک گوشه از پوستر منقش بودند. پوسترهای بین سال‌های ۱۹۹۷ و ۱۹۹۸ تولید شده بودند. تقریباً حداقل ۲۹ پوستر متفاوت فکر کنید ساخته شده بود، که به شرح زیر است:

### مجموعه شماره یک
- آملیا ارهارت
- آلفرد هیچکاک
- پابلو پیکاسو
- ماهاتما گاندی
- توماس ادیسون

### مجموعه شماره دو
- ماریا کالاس
- جون بائز
- تد ترنر
- چهاردهمین دالای لاما
- مارتا گراهام

### مجموعه شماره سه
- جیم هنسون
- مایلز دیویس
- انسل آدامز
- لوسیل بال و دسی آرناز
- باب دیلن

### مجموعه شماره چهار
- فرانک سیناترا
- ریچارد فاینمن
- جکی رابینسون
- سزار چاوز

### مجموعه شماره پنج
- چارلی چاپلین
- فرانسیس فورد کاپولا
- اورسن ولز
- فرانک کاپرا
- جان هیوستون